# Rudolf Dietrich
Rudolf „Rudi” Dietrich (ur. 13 sierpnia 1929 w Innsbrucku, zm. 11 września 2004 w Seefeld in Tirol) – austriacki skoczek narciarski, olimpijczyk (1952), mistrz Austrii (1950).
Dietrich w 1950 zdobył tytuł mistrza Austrii w skokach narciarskich. W tym samym roku zwyciężył w zawodach lotów narciarskich otwierających skocznię Kulm, ustanawiając rekord obiektu (103 metry).
Wziął udział w Zimowych Igrzyskach Olimpijskich 1952, gdzie w konkursie skoków narciarskich, po oddaniu prób na odległość 63 i 62,5 metra, zajął 21. pozycję.
W latach 1953–1956 wystąpił w kilku konkursach Turnieju Czterech Skoczni, a jego najlepszym wynikiem w tych zawodach było 15. miejsce jakie zajmował dwukrotnie (1 stycznia 1953 w Garmisch-Partenkirchen i 31 grudnia 1953 w Oberstdorfie).